# Thiede (Salzgitter)
Thiede [tiːdə] ist einer der insgesamt 31 Stadtteile der kreisfreien Stadt Salzgitter in Niedersachsen, gelegen in der Ortschaft Nordost.
Thiede gehörte bis zum 31. März 1942 zur Gemeinde Thiede-Steterburg im Landkreis Wolfenbüttel und wurde durch einen Verwaltungsakt am 1. April 1942 ein Teil der Großstadt Watenstedt-Salzgitter. Am 23. Januar 1951 wurde diese amtlich in Salzgitter umbenannt.

## Geographie
Der Stadtteil liegt an der Stadtgrenze zu Braunschweig und zum Landkreis Wolfenbüttel. Gemessen an der Einwohnerzahl ist Thiede nach Salzgitter-Lebenstedt und Salzgitter-Bad der drittgrößte Stadtteil Salzgitters. Der Ort liegt an der Bundesstraße 248, die als alte Fernstraße hier und in Braunschweig Frankfurter Straße heißt, und an der Autobahn A39 mit der Anschlussstelle Salzgitter-Thiede.

### Abgeleitete Namen
Der nordöstlich des Ortskerns gelegene Lindenberg wird landläufig als Thieder Lindenberg bezeichnet. Der Ort wird von dem Bach Riede durchflossen, der unterhalb des Ortes Thiedebach heißt.

### Ortsgliederung
Zum Stadtteil Thiede gehört auch das Wohngebiet Steterburg.

## Geschichte
Erstmals urkundlich erwähnt wurde Thiede um 780 als Tihide. Später wechselte der Name noch mehrfach, 1007 Thidhi, 1166 Thide, 1191 Thidhe bis zum heutigen Namen Thiede.
Gräfin Frederunda von Oelsburg und ihre Mutter Hathewig erbauten um 1000 das Stift Steterburg auf dem Gelände der seit dem frühen 10. Jahrhundert bestehenden Stederburg.
Im Dreißigjährigen Krieg wurde 1641 bei Thiede die Schlacht um die Festung Wolfenbüttel ausgetragen. Die Herzöge von Braunschweig-Wolfenbüttel und Franzosen, Hessen und Schweden nahmen den Lindenberg bei Thiede ein, doch der Kampf mit den bayrisch-kaiserlichen Truppen ging unentschieden aus. Aus dieser Zeit stammen auch die so genannten Schwedengräber im langen Holz.

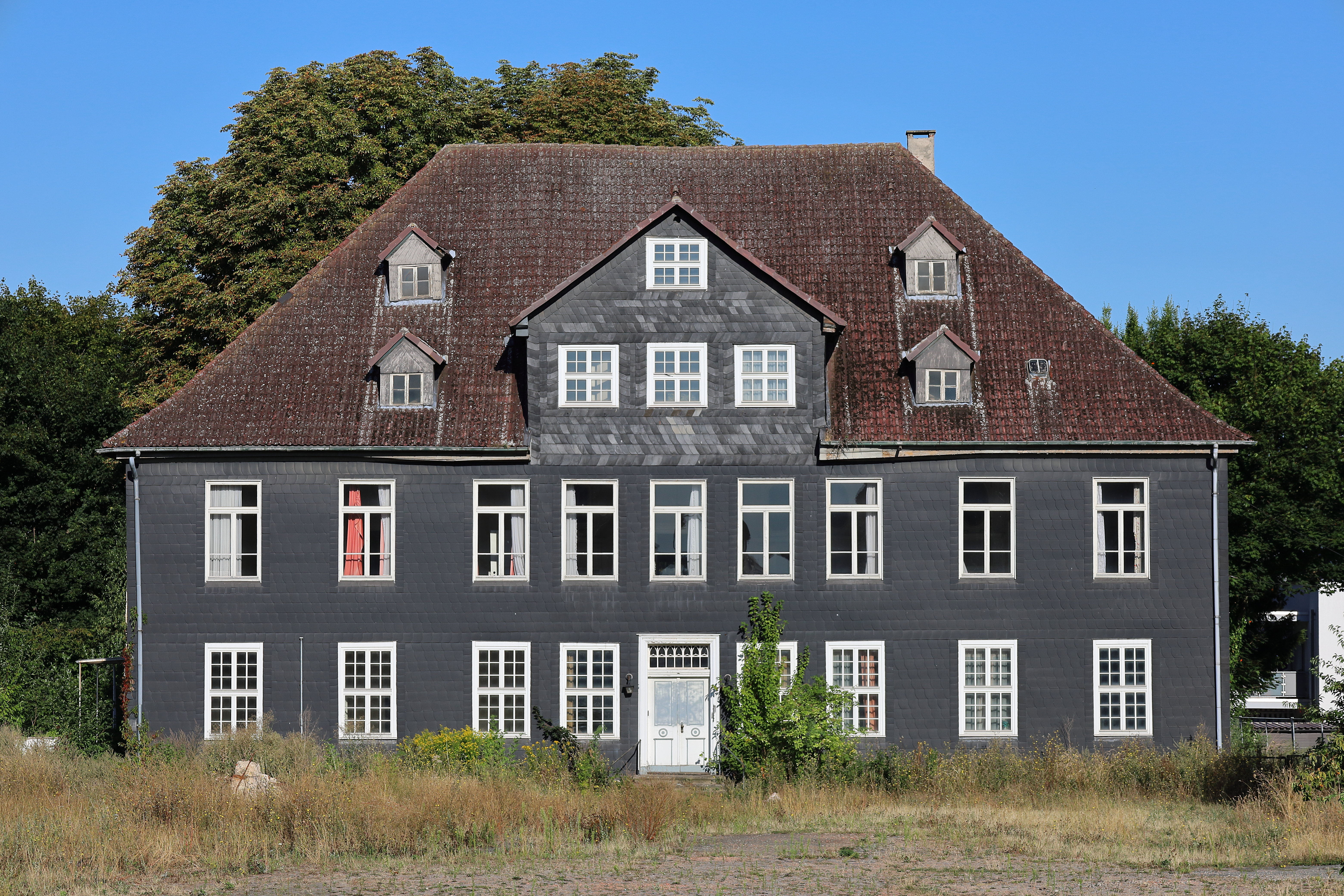
Herrenhaus Gut Thiede

1691 erhoben die Herzöge Rudolf August und Anton Ulrich das freiweltliche Stift Steterburg zu einem freiweltlichen adligen Jungfrauenstift. Aus dem Ende des 17. Jahrhunderts stammen auch die berühmten Funde von prähistorischen Mammutknochen am Thieder Lindenberg. Als im Juni 1692 das prähistorische Skelett freigelegt wurde, wies Gottfried Wilhelm Leibniz anhand eines Zahnes nach, dass man nicht die Überreste eines „Riesen“, sondern das Knochengerüst eines Mammuts gefunden habe. 
In den Jahren 1704 bis 1708 wurde vom Wolfenbütteler Baumeister Hermann Korb das Gutshaus Gut Thiede für Julius Stats Heinrich von Breymann (1665–1722; herzoglicher Oberamtmann über Lichtenberg (Salzgitter), Salder und Gebhardshagen) errichtet.
1758 wurde die spätbarocke Stiftskirche eingeweiht, die heute als Sehenswürdigkeit des Ortes gilt.
Im Jahr 1816 wurden im Gipsbruch in Thiede erneut große Knochenteile von prähistorischen Tieren gefunden. Daraufhin wurden umfangreiche Grabungen durchgeführt und neben Überresten von Wollnashorn und Riesenhirsch solche von mindestens fünf Mammuts geborgen. Teile davon sind heute im Naturhistorischen Museum in Braunschweig ausgestellt.
1885 entstand das erste Bergwerk in Thiede, als die Gewerkschaft Thiederhall einen Kalischacht niederbrachte. Das Kalibergwerk wurde 1924 stillgelegt.
1938 wurde das Jungfrauenstift Steterburg aufgelöst. 1942 wurde Thiede der neuen Stadt Watenstedt-Salzgitter eingemeindet. Zuvor gehörte es zum Landkreis Wolfenbüttel. 1966 wurde in Thiede das erste Hallenbad Salzgitters eröffnet.

### Bevölkerungsentwicklung
Salzgitter-Thiede verfügt heute über eine kleinstädtische Infrastruktur und hat rund 11.000 Einwohner.
| Jahr | Einwohner |
| ---- | --------- |
| 1821 | 795       |
| 1848 | 959       |
| 1871 | 1416      |
| 1900 | 2496      |
| 1925 | 2143      |
| 1933 | 2125      |
| 1939 | 6619      |
| 1946 | 9191      |
| 1950 | 9454      |

| Jahr | Einwohner |
| ---- | --------- |
| 1960 | 9034      |
| 1970 | 8883      |
| 1980 | 9231      |
| 1990 | 9573      |
| 2000 | 10.682    |
| 2010 | 10.420    |
| 2012 | 10.438    |
| 2014 | 10.537    |
| 2016 | 10.862    |

| Jahr | Einwohner |
| ---- | --------- |
| 2018 | 11.156    |
| 2019 | 10.921    |
| 2020 | 10.924    |
| 2021 | 10.833    |
| 2022 | 10.888    |
| 2023 | 10.796    |
| 2024 | 10.755    |

## Religion

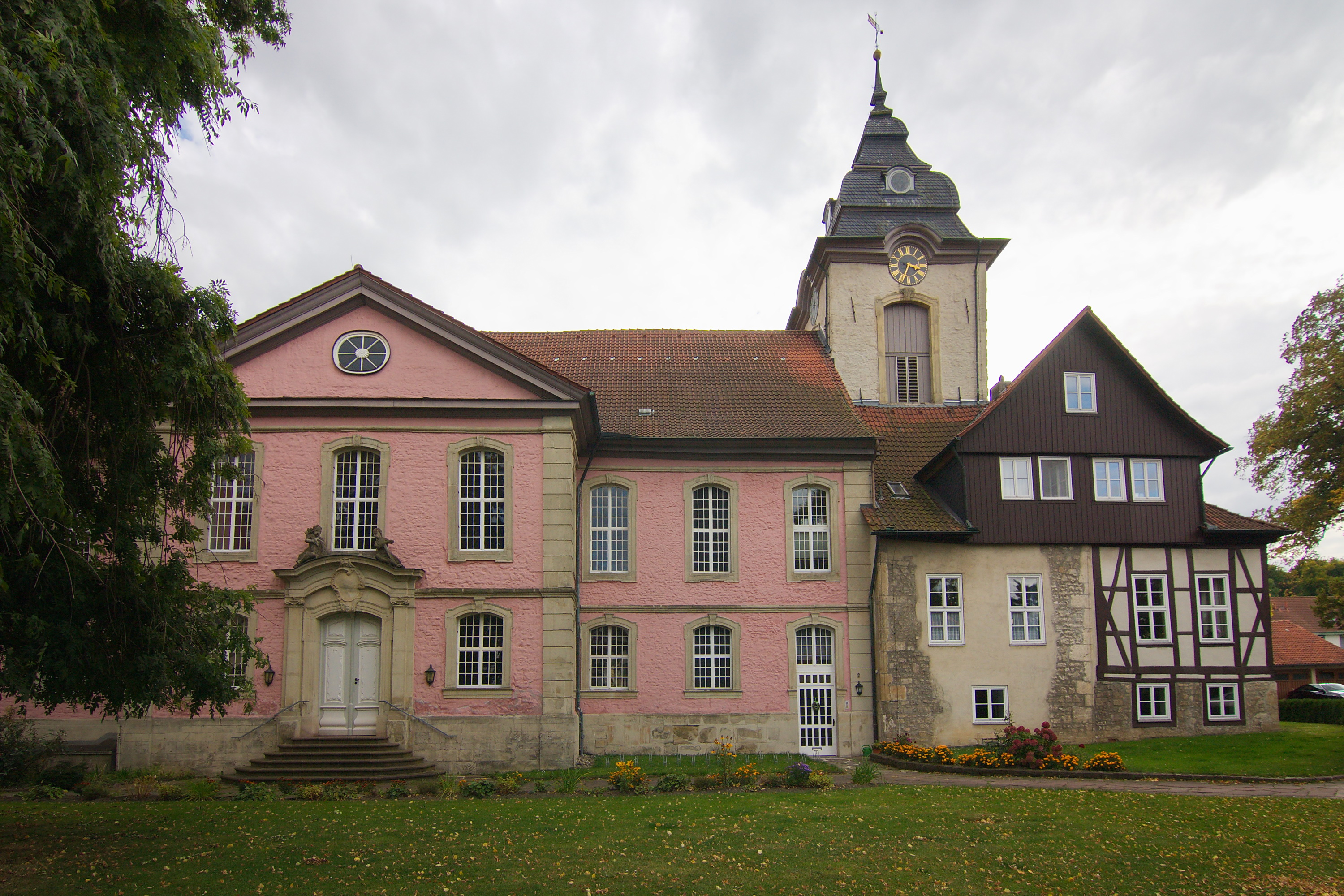
Stiftskirche Steterburg

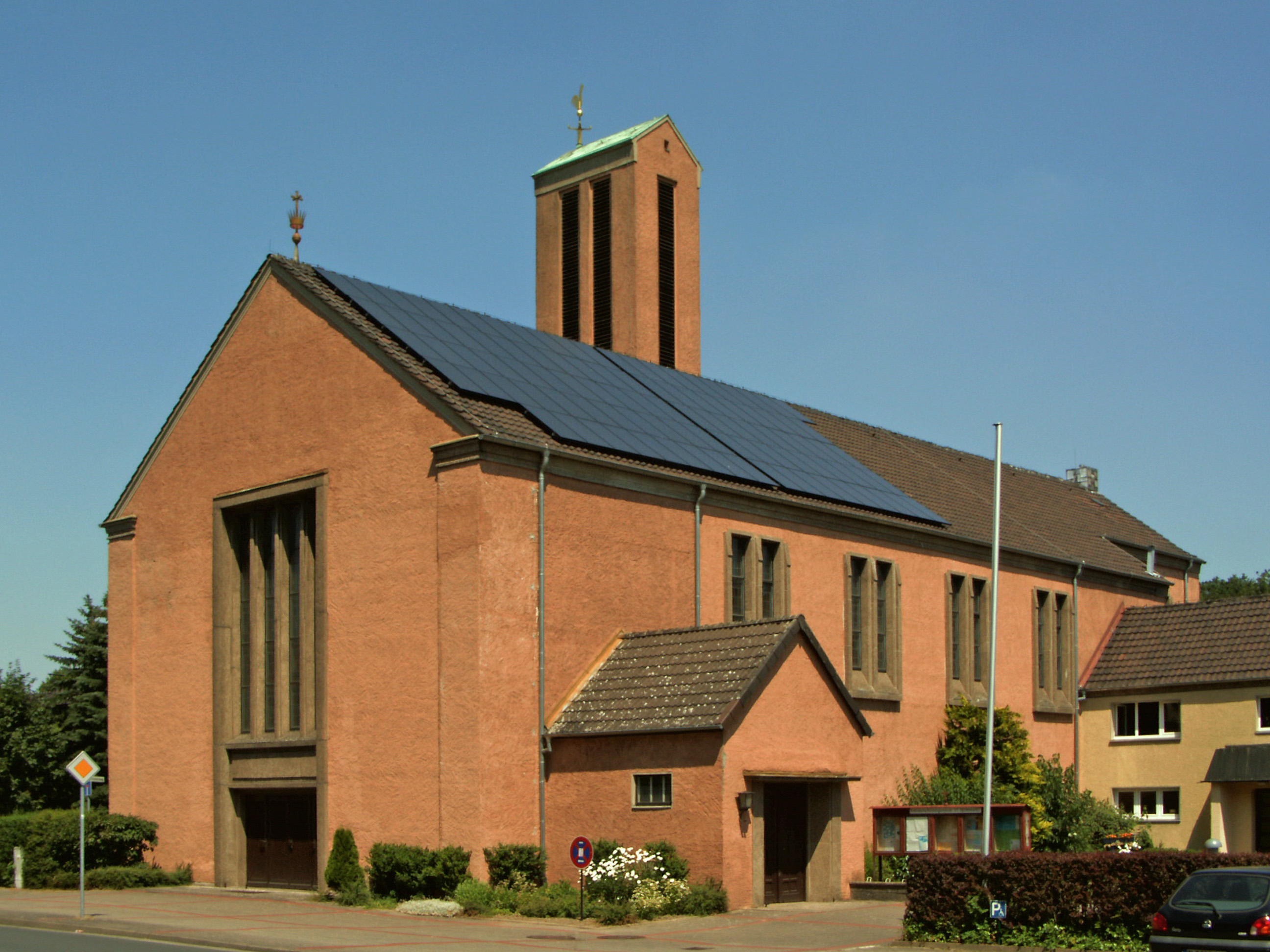
St.-Bernward-Kirche

In Thiede befinden sich die heute als evangelische Pfarrkirche genutzte Stiftskirche Steterburg und die evangelische Kirche St. Georg. Beide Gemeinden gehören seit dem 1. Januar 2019 zum Pfarrverband „Salzgitters Norden“.
1953 wurde die katholische St.-Bernward-Kirche erbaut und 1959 um einen Turm bereichert. 1954/55 wurde das benachbarte Redemptoristenkloster erbaut und 1957 dort ein Exerzitienhaus eingeweiht. 1982/83 wurde hinter der Kirche ein neues Redemptoristenkloster erbaut. 2001 wurde das Exerzitienhaus geschlossen und mit dem ersten Klostergebäude später verkauft. Bereits 1926 hatte das Bistum Hildesheim das ehemalige Inspektorenhaus des Kaliwerks Thiederhall erworben, in ihm (ab 1946 Joseph-Müller-Haus genannt) wurde 1926/27 die katholische St.-Georg-Kapelle eingerichtet. 2004 wurde die Kapelle profaniert und zu einer Wohnung umgebaut.
1966 wurde eine Neuapostolische Kirche geweiht, im Herbst 2010 wurde sie geschlossen. Sie befand sich im Panscheberg 20 und gehörte zum Kirchenbezirk Wolfenbüttel.

## Verkehr
Die Bahnstrecke Braunschweig Nord–Lichtenberg wurde in den 1880er Jahren durch Braunschweigische Landes-Eisenbahn-Gesellschaft gebaut und ein Bahnhof in Thiede eingerichtet. Der Eisenbahn-Haltepunkt wurde Anfang der 1940er-Jahre an die Bahnstrecke Leiferde–Salzgitter-Bad verlegt, trug zeitweilig den Namen Thiede Ost und wird bis heute bedient. Für 2026 ist eine Verlegung im Rahmen der Stationsoffensive an die Wolfenbütteler Straße geplant.

## Politik

### Wappen
Die gezinnte Raute ist ein Symbol für die Befestigungsanlage und verweist auf die im 13. Jahrhundert erbaute Pascheburg, die der Wegesicherung diente. Das Lindenblatt darin steht für einen umfriedeten Thingplatz, also eine alte Gerichtsstätte, die früher oftmals mit Linden bepflanzt war (Gerichtslinde). Das Lindenblatt verweist aber auch auf den Thieder Lindenberg am Ostrand des Ortes – heute ein Wohn- und Naherholungsgebiet. Die grüne Grundfarbe steht als Symbol für die Landwirtschaft, die den Ort lange Zeit geprägt hat.
Das Wappen wurde am 10. Juli 1989 vom Arbeitskreis Thiede e. V. und dem Ortsrat einstimmig angenommen.

## Kultur und Sehenswürdigkeiten
Stift Steterburg, 1003 gegründetes Damenstift; erhaltene Gebäudeteile aus dem 11. Jahrhundert. Das Wohnhaus der Äbtissin entstand 1691. Die Stiftskirche ist 1752 errichtet worden. Das Areal wurde 1938 zu Wohnungen umgebaut.

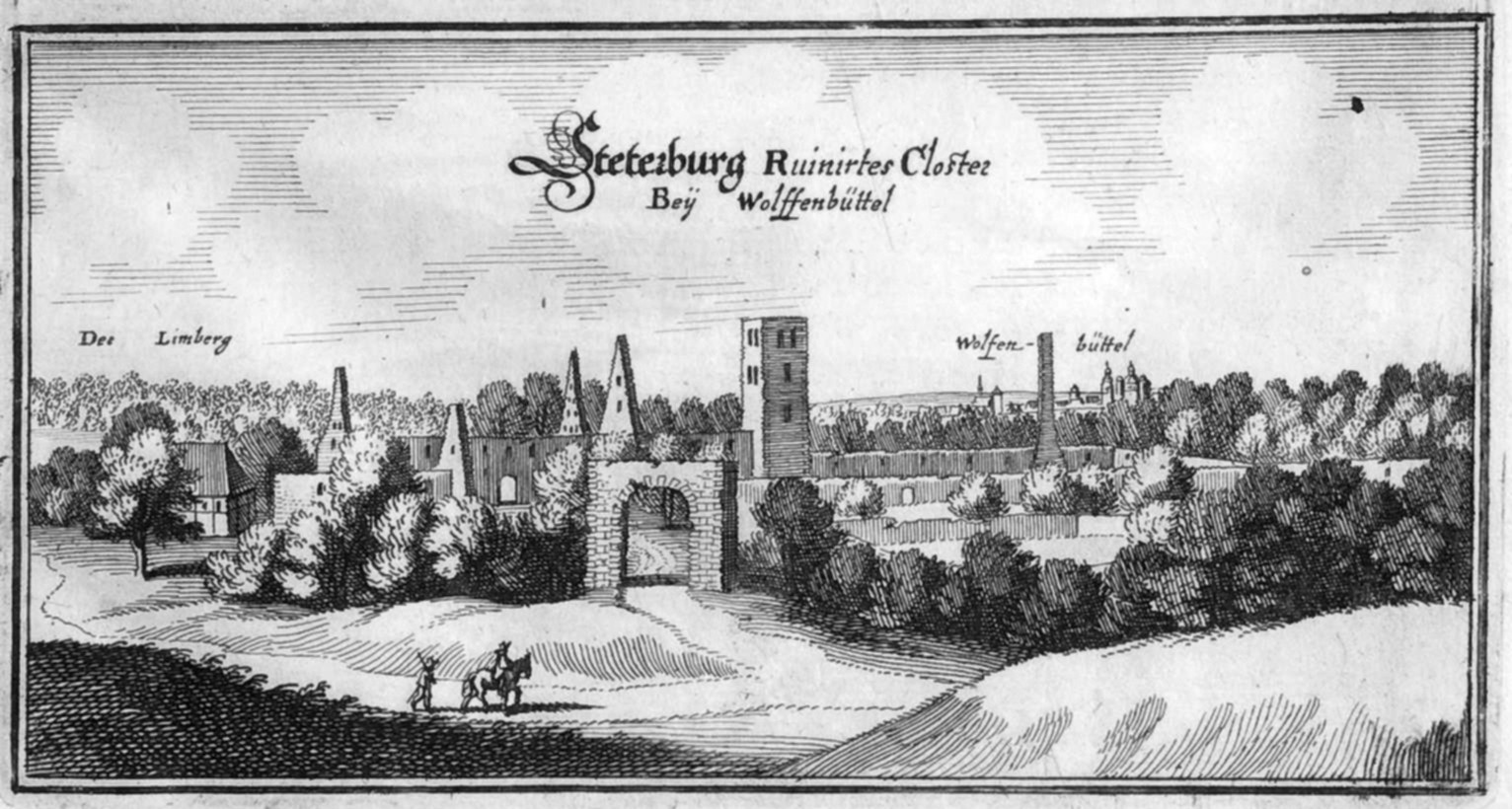
Stift Steterburg um 1654/1658, Stich von Matthäus Merian
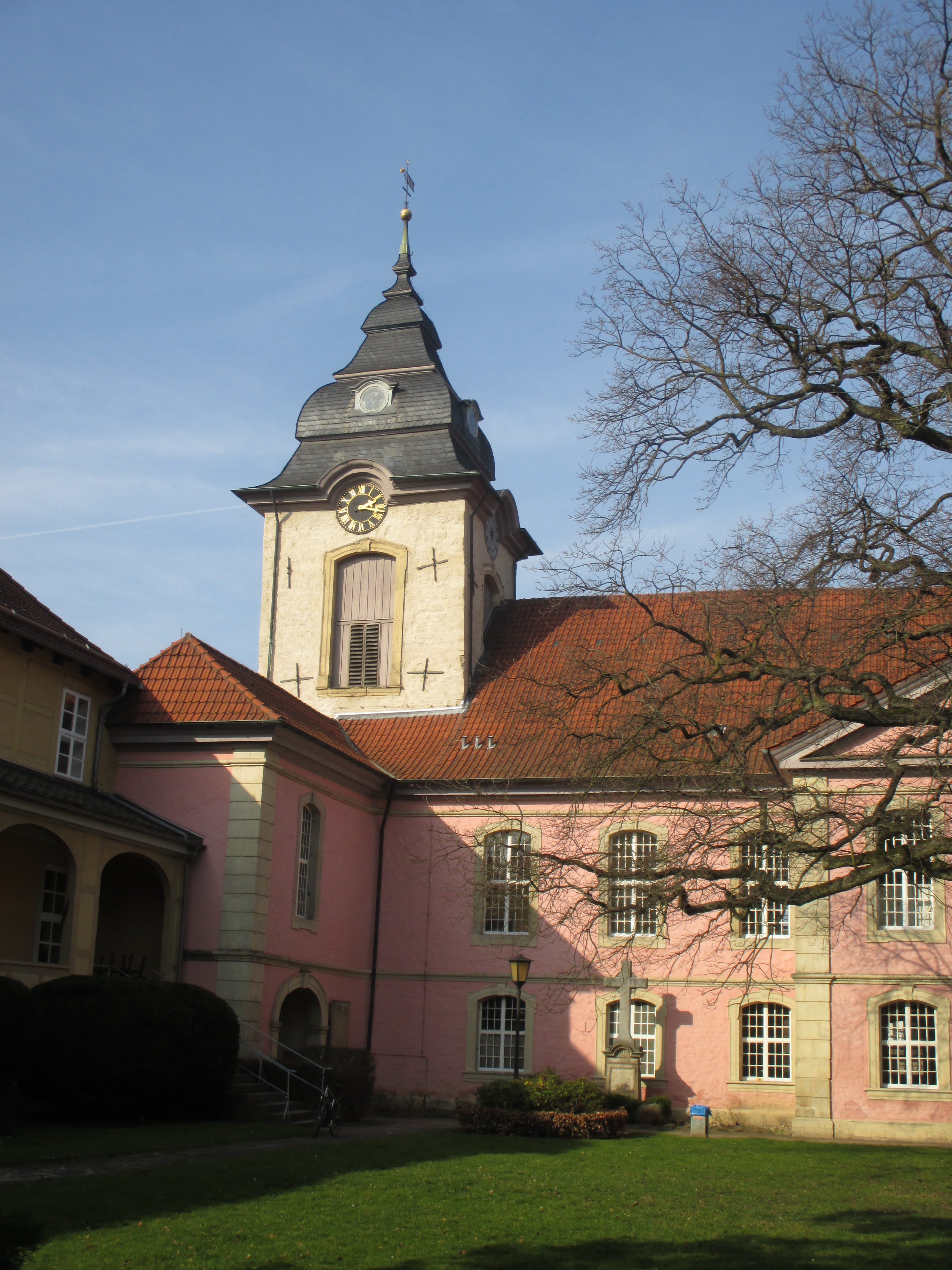
Stiftskirche
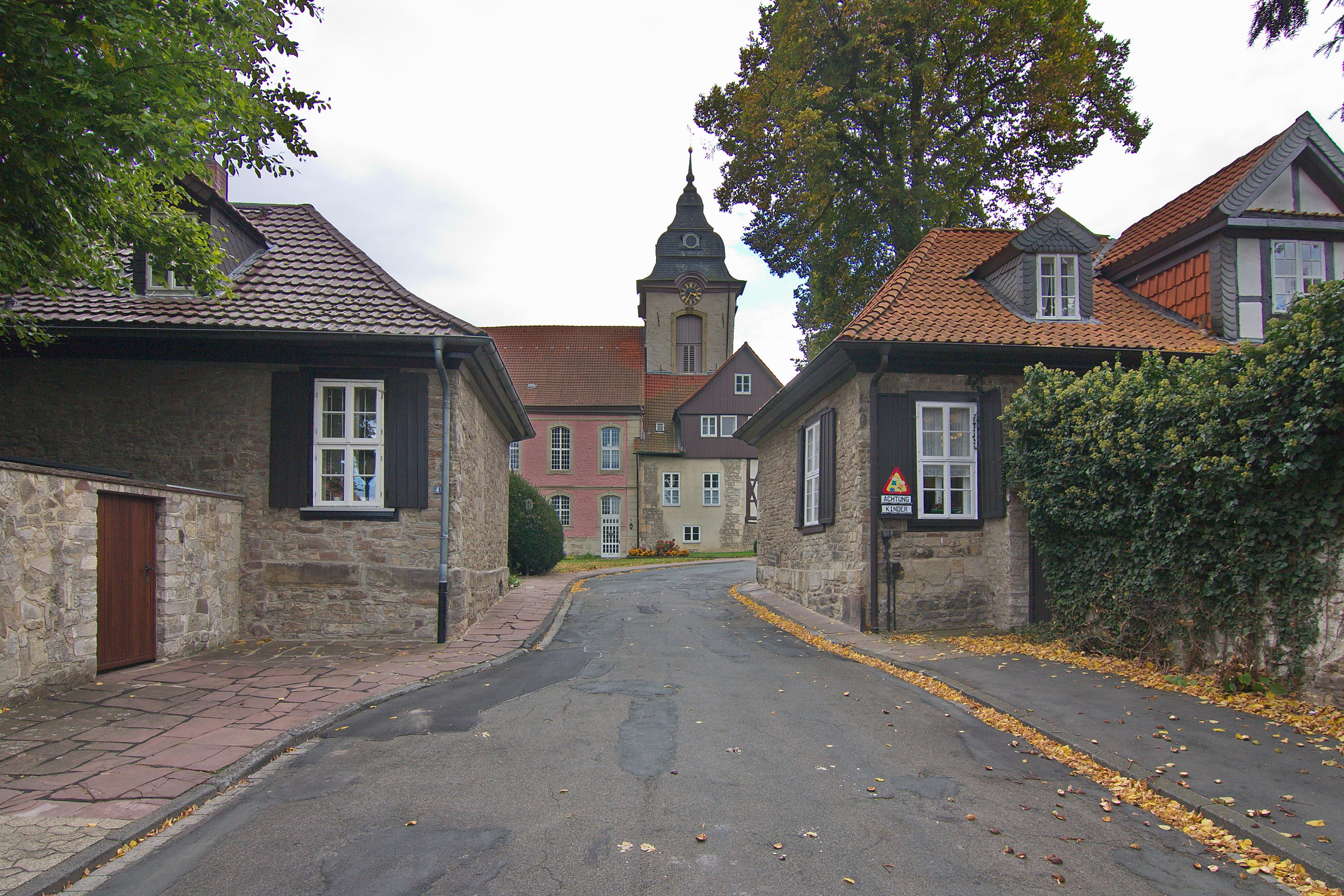
Stift Steterburg (2012)
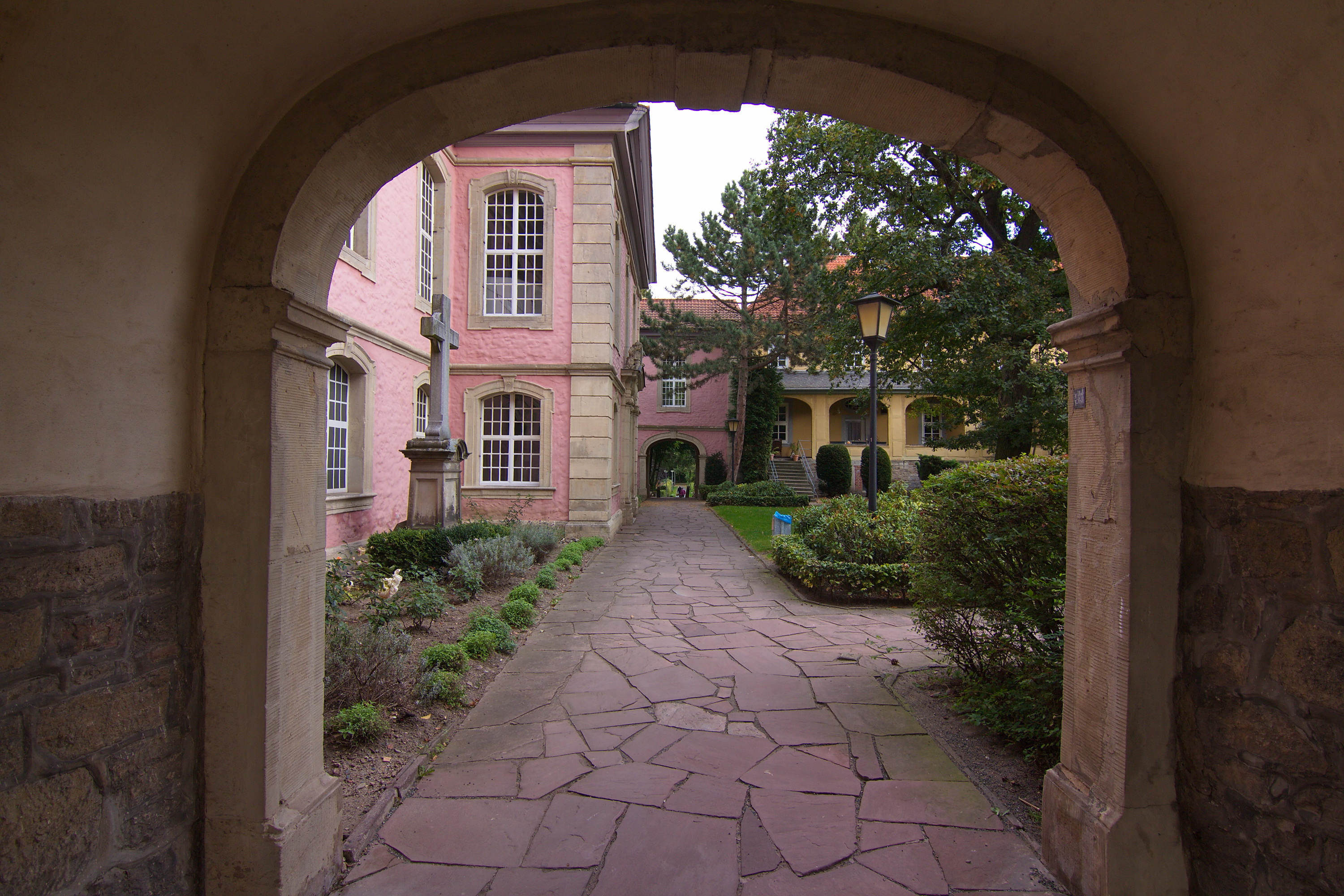
Blick in den Hof des Stifts
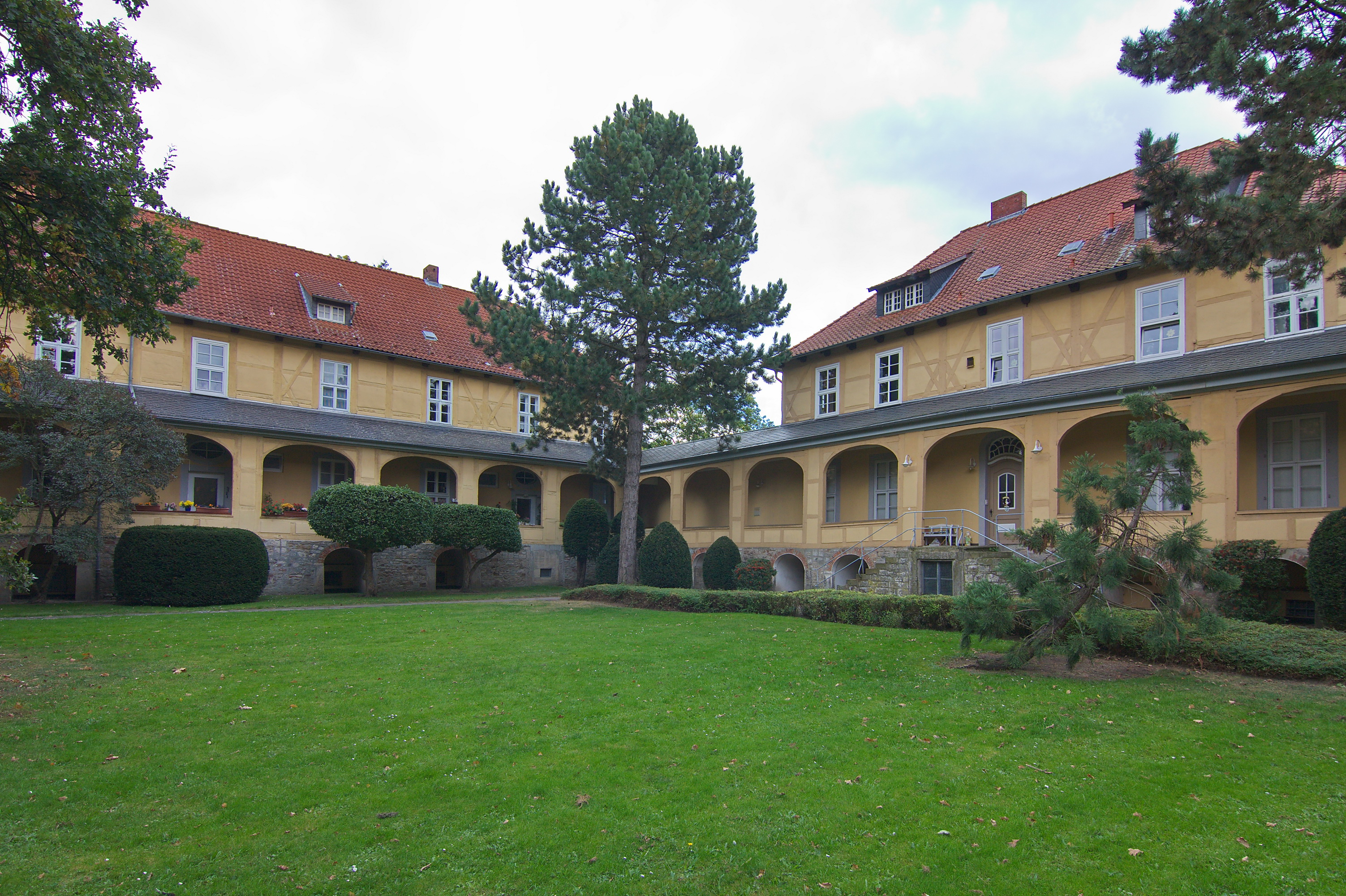
Innenanlage des Stifts
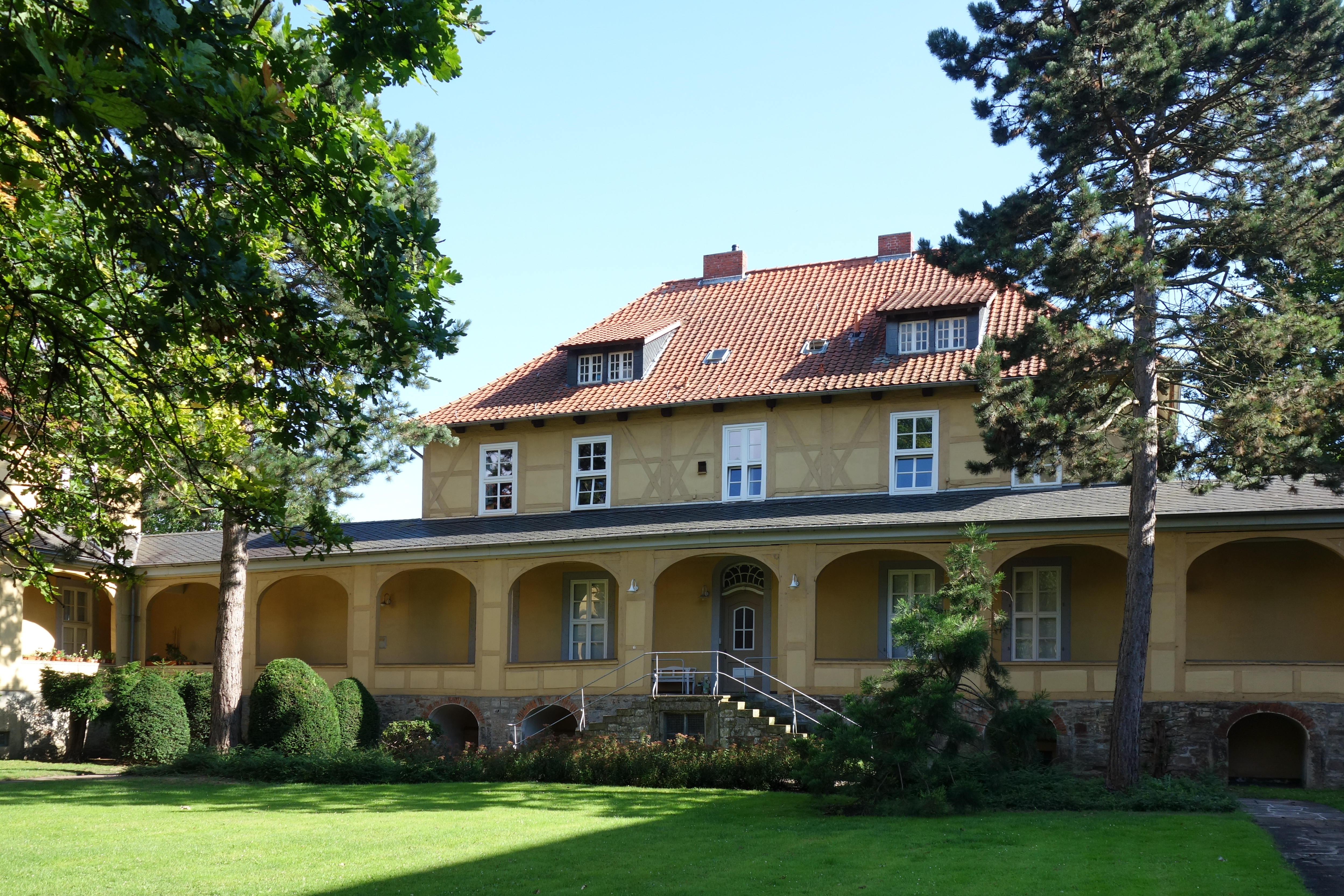
Wohnhaus der Äbtissin des Stifts

## Bildung
Grundschulen
- Grundschule Steterburg[10]
- Grundschule Thiede[10]

Weiterführende Schulen
- Hauptschule SZ-Thiede[11]
- Realschule Thiede[12]

Gymnasiasten nutzen die Gymnasien der Stadt Wolfenbüttel.
Gesamtschüler werden an der IGS Salzgitter im Stadtteil Lebenstedt eingeschult.